# John Loder
Ej att förväxla med brittiske politikern John de Vere Loder
John Loder, född 3 januari 1898 i London, England, död 26 december 1988 i samma stad, var en brittisk skådespelare. Han medverkade i över 90 brittiska och amerikanska filmer.

## Filmografi (i urval)
- 1929 – Doktorns hemlighet
- 1931 – On the Loose[1]
- 1933 – Kvinnorna kring kungen
- 1936 – Fåglarna sjunga klockan 1.45
- 1941 – Jag minns min gröna dal
- 1942 – Under nya stjärnor
- 1942 – Gentleman Jim
- 1943 – Väninnor
- 1944 – På väg mot Marseille